# فورشامبو
فورشامبو یک کمون در بخش نی‌یور در مرکز فرانسه است. 

## جمعیتی
در سرشماری سال ۱۹۹۹، جمعیت آن ۴۸۲۸ نفر بود. در تاریخ ۱ ژانویه ۲۰۱۲، برآورد ۴۷۸۷ نفر بود. 